# Batu Pahat
Huyện Batu Pahat là một huyện thuộc bang Johor của Malaysia. Huyện Batu Pahat có dân số thời điểm năm 2010 ước tính khoảng 394623 người.